# Percus grandicollis
Percus grandicollis es una especie de escarabajo del género Percus, familia Carabidae. Fue descrita científicamente por Serville en 1821.
Se distribuye por Francia. Se ha encontrado a altitudes de hasta 1300 metros. Mide 17-34 milímetros de longitud.